# Khiêu dâm tại châu Á

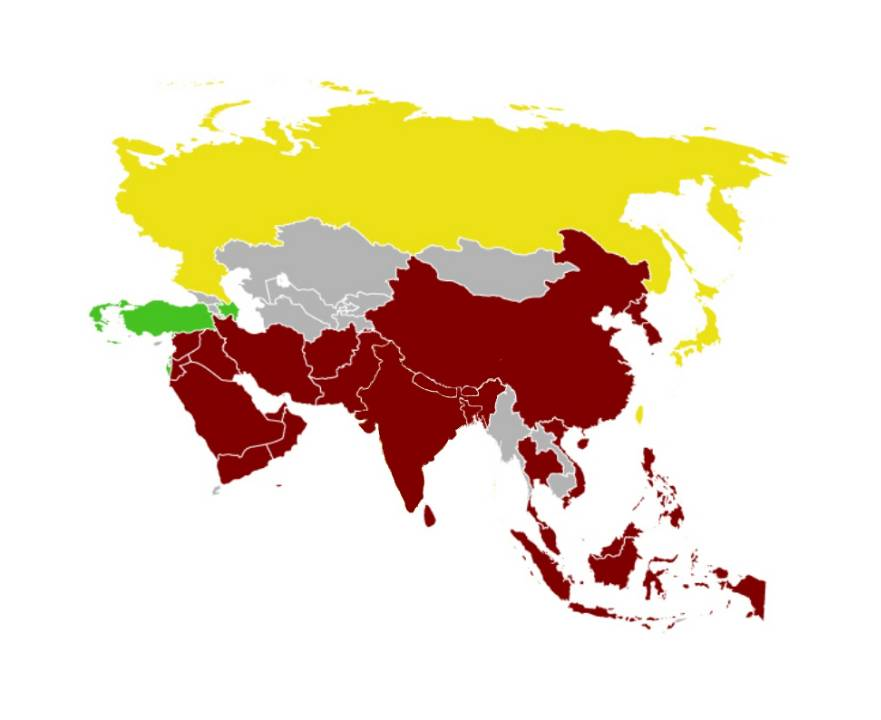
Bản đồ châu Á về luật khiêu dâm:
Nói chung hợp pháp với một số trường hợp ngoại lệ cực đoan
Một phần hợp pháp, theo một số hạn chế rộng hoặc tình trạng mơ hồ (ambiguous)
Bất hợp pháp
Không có dữ liệu

Khiêu dâm tại châu Á là những nội dung khiêu dâm được tạo ra, xem hay dưới dạng một hoặc nhiều thể loại khiêu dâm châu Á được hiển thị và tiêu thụ ở các nơi khác trên thế giới.

## Đông Á

### Trung Quốc
Khiêu dâm trên internet đã bị cấm tại Cộng hòa Nhân dân Trung Hoa có hiệu lực năm 2002, khi các nhà kiểm duyệt nhà nước ban hành hướng dẫn (guidelines) yêu cầu tất cả các trang web loại bỏ bất kỳ nội dung khiêu dâm. Chính phủ đã bắt đầu một cuộc đàn áp (crackdown) vào năm 2004, trong đó bao gồm việc tống giam một người phụ nữ.
Kể từ năm 2008, việc sản xuất phim khiêu dâm đã bị cấm bởi các nhà kiểm duyệt nhà nước, lệnh cấm (prohibition) của Đài phát thanh, phim và truyền hình nhà nước Trung Quốc đối với nội dung khiêu dâm được hoàn tất, và chính phủ đã không có dấu hiệu thay đổi đường lối (course). Các đạo diễn, nhà sản xuất và diễn viên tham gia vào các bộ phim khiêu dâm đã bị cấm (barred) tham gia thi đấu trong bất kỳ cuộc thi điện ảnh nào. Bất kỳ hãng phim nào vi phạm có thể bị thu hồi giấy phép. Theo kết quả của quy định và sự kiểm duyệt này, phim người lớn và phương tiện truyền thông chỉ có thể đạt được thông qua Internet và trên thị trường chợ đen. Sở hữu nội dung khiêu dâm có thể bị phạt lên đến 3 năm tù, phạt tiền là CN 20.000 yuan (¥), hoặc lên đến tù chung thân đối với các nhà phân phối ngầm lớn theo luật hình sự Trung Quốc. Năm 2010, Trung Quốc đã đóng cửa 60.000 website khiêu dâm, bắt giữ gần 5.000 nghi phạm trong quá trình này.
Tại Hong Kong, nội dung khiêu dâm là bất hợp pháp nếu được bán hoặc hiển thị cho trẻ em dưới 18 tuổi, nếu nó được hiển thị công khai (ngoại trừ trong giới hạn và chỉ có thể nhìn thấy từ bên trong phòng trưng bày nghệ thuật chính hiệu (bona fide) hoặc bảo tàng), hoặc nếu nó được bán mà không bị bao bọc hoàn toàn bằng một cảnh báo "dễ nhận thấy" nói rằng tư liệu có thể phản cảm (offensive) và có thể không được phân tán đến trẻ vị thành niên (minor).

### Nhật Bản
Nội dung khiêu dâm ở Nhật Bản bao gồm nội dung khiêu dâm, từ các hoạt động tình dục nổi tiếng như bukkake đến khiêu dâm ái vật (sexual fetish) như tamakeri. Cũng như ở châu Âu, những bức ảnh về những người khỏa thân không phải là hiếm trong các phương tiện truyền thông chính thống (mainstream media). Trong những năm 1970 và 1980, sự cấm đoán mạnh mẽ nhất là chống lại việc thấy lông mu (pubic hair) hoặc bộ phận sinh dục người lớn. Các tạp chí nhập khẩu sẽ có lông mu bị xóa mờ (scratch out), và ngay cả những đoạn video rõ ràng nhất cũng không thể khắc họa (portray) được nó. Bắt đầu từ khoảng năm 1991, các nhà xuất bản sách ảnh đã bắt đầu thách thức lệnh cấm này đến mức mà lông mu được chấp nhận khá tốt. Cận cảnh bộ phận sinh dục vẫn còn bị bài trừ (proscribed). Năm 1999, chính phủ ban hành luật cấm hình ảnh và video của trẻ em trần truồng, đó là một cảnh tượng khá phổ biến trong các phương tiện truyền thông chính thống trước thời điểm đó. Manga và anime vẫn phần lớn không được kiểm soát (unregulated), mặc dù các nhà xuất bản lớn có xu hướng tự kiểm duyệt hoặc chỉ định rằng các nhân vật ít nhất 18 tuổi.

### Hàn Quốc
Các trang web khiêu dâm, sách, tác phẩm, phim, tạp chí, ảnh hoặc tài liệu khiêu dâm khác là bất hợp pháp ở Hàn Quốc, mặc dù luật không được thi hành thường xuyên. Việc phân phối nội dung khiêu dâm có thể dẫn đến phạt tiền hoặc phạt tù hai năm. Từ năm 2009, các trang web khiêu dâm đã bị chặn bởi chính phủ Hàn Quốc. Trong năm 2012, Bộ Công an và An ninh (Ministry of Security and Public Administration - MOSPA) đã công bố số liệu thống kê trích dẫn 39,5% trẻ em Hàn Quốc có kinh nghiệm xem nội dung khiêu dâm trực tuyến, với 14,2% những người đã xem nội dung khiêu dâm trực tuyến được cho là "muốn bắt chước" nó.

### Đài Loan
Ở Đài Loan, phim khiêu dâm có thể được giao dịch hợp pháp và nội dung khiêu dâm có sẵn thông qua một số tuyến đường, bao gồm DVD, truyền hình và Internet. Mức độ vi phạm bản quyền của phim khiêu dâm ở Đài Loan cao bởi vì các nhà chức trách không công nhận bản quyền của họ một cách truyền thống. Bảo vệ bản quyền thường được áp dụng nghiêm ngặt ở Đài Loan, nhưng nội dung khiêu dâm đã được xem là ngoại lệ.
Hiển thị công khai tài liệu người lớn bị nghiêm cấm. Ủy ban Truyền thông Quốc gia (National Communications Commission - NCC), điều phối viên truyền thông (media regulator) Đài Loan, giám sát và phân loại mức độ phương tiện và tài liệu công khai thành bốn cấp độ. Do đó, tài liệu người lớn không được bán tại các cửa hàng được ủy quyền mà chỉ ở những nơi nhỏ và ẩn. Do thiếu bản quyền, nội dung người lớn được sản xuất tại Đài Loan đã ở dạng "Trò chuyện WebCam".